# Hans Brüggemann

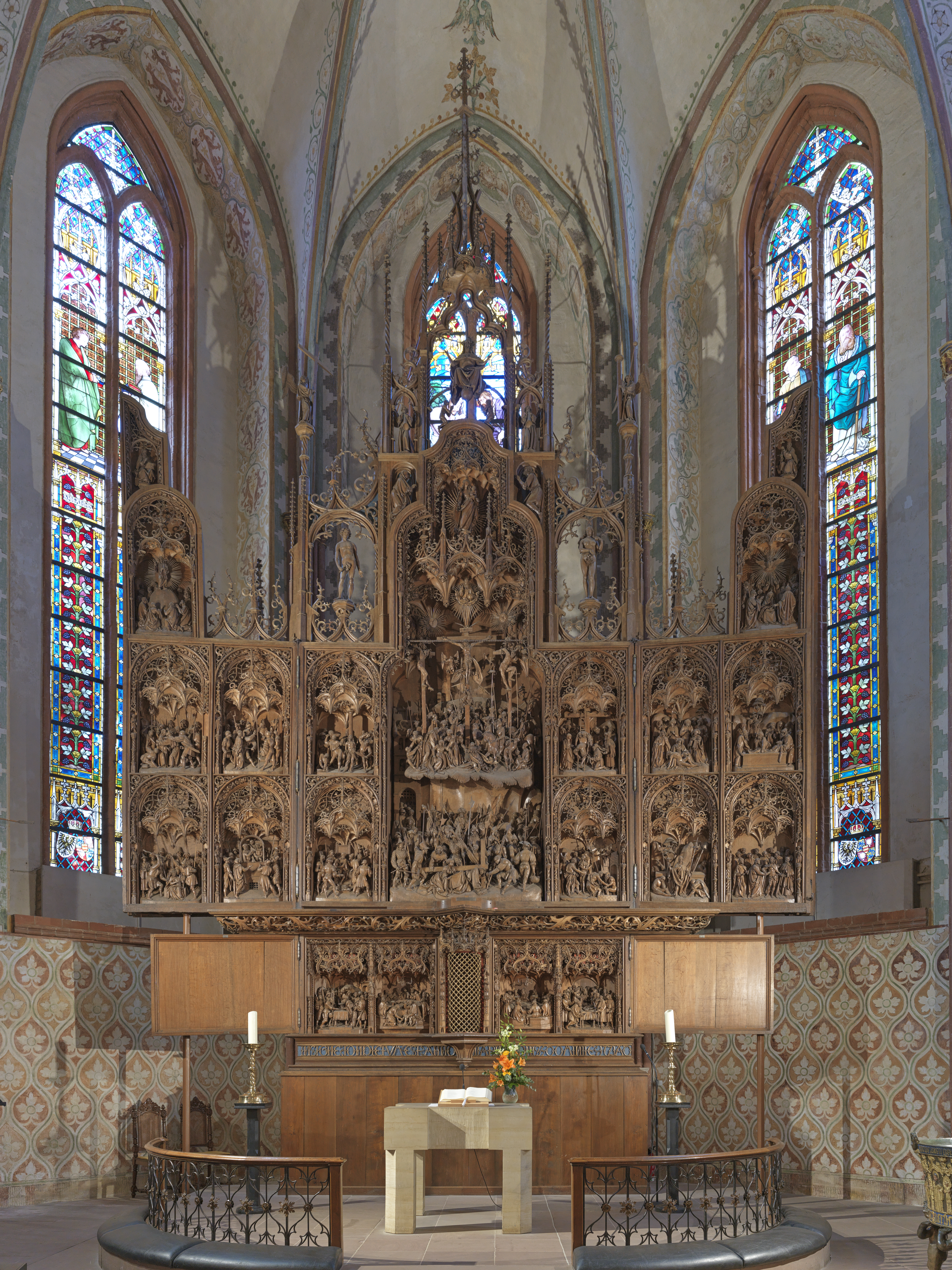
Brüggemann-Altar im Schleswiger Dom

Hans Brüggemann bzw. Johannes Brüggemann (* um 1480; † um 1540 in Husum?) war ein deutscher Bildhauer und Bildschnitzer.

## Leben und Wirken
Über seine Herkunft und Lehrzeit ist nichts bekannt. Anhand der Schreinkonstruktion und des -aufbaus sowie des Figurenstils wurde eine Ausbildung am Niederrhein oder sogar in den südlichen Niederlanden diskutiert. Nach seiner Lehrzeit begab er sich nach Norddeutschland und eröffnete eine Werkstatt in Husum, wie Heinrich Rantzaus Schrift von 1597 und die Antiquitates des Martinus Coronaeus von 1637 zu berichten wissen.
Trotz der Prominenz und künstlerischen Qualität der Werke ist zur Person Brüggemanns nahezu nichts bekannt. Keine zeitgenössische Quelle kann eines der diskutierten Kunstwerke mit dem Namen Hans Brüggemanns verbinden. Nachfolgearbeiten der Werkstatt bzw. eigenständiger Gesellen haben sich in Dänemark (Estvad und Gjøl) und Schweden (Ullervad und Utby) erhalten. Ferner wurde Brüggemann durch Heinrich Rantzau der Altar in der Marienkirche von Bad Segeberg zugeschrieben; die gegenwärtige Forschung geht für dieses Retabel jedoch von einer Lübecker Werkstatt aus, die gegen 1515 die Traditionen der Hansestadt des ausgehenden 15. Jahrhunderts mit neuen zeitgenössischen Elementen zu kombinieren wusste.
Brüggemanns Hauptwerk ist der im Auftrag von Herzog Friedrich († 1533) von 1514 bis 1521 für die Kirche des Augustinerchorherrenstifts in Bordesholm geschaffene dreiflügelige Bordesholmer Passionsaltar, zum Teil inspiriert von Holzschnitten Albrecht Dürers und Zeugnis der Übergangszeit von der Spätgotik zur Renaissance. Das Bildprogramm des Altars und seine Autorschaft werfen noch immer etliche Fragen auf. So sind die genaue Identifikation der beiden retabelexternen Säulenfiguren und ihre Einbindung in das Gesamtprogramm wie auch die Frage, ob das Retabel absichtsvoll ungefasst ist, bisher nicht abschließend geklärt. Auch das in der zentralen Nische aufgestellte Christuskind (um 1500) und die Mahlszene rechts davon evozieren in der Forschungsdiskussion bis heute verschiedene Deutungen. Unbekannt ist ferner, ob sich das Bildprogramm nur an die Bordesholmer Chorherren richtete, die sich 1490 der Windesheimer Kongregation angeschlossen hatten, oder ob es als Teil der Neuausstattung der Stiftskirche als geplante königliche Grablege für eine herrschaftliche Elite gedacht war. Eine Ansprache an ein Laienpublikum kann ausgeschlossen werden, da der Chor nicht nur abgeschrankt war, sondern die Stiftskirche nachgewiesenermaßen nicht als Pfarrkirche gedient hat; diese Funktion übernahmen die umliegenden Parochien. Als Konzeptor des Retabelprogramms wird einerseits Gottschalk von Ahlefeldt († 1541) angenommen, Freund des auftraggebenden Herzogs und in Rostock sowie Bologna ausgebildeter Theologe, seit 1507 Bischof von Schleswig; andererseits wurde eine Konzeption durch die hochgebildeten Chorherren selbst, die vor dem Altar die Messe hielten, diskutiert.
Nach Heinrich Rantzau hat Matthias Pausenius das Werk Brüggemanns mit folgendem Epigramm gewürdigt:
Schenkte doch jüngst diesem Bild sein Augenmerk Phöbus Appollon:
„War's eines Sterblichen Hand,“ fragt' er, „der solches gelang?“
Bin ich auch sonst nicht bereit, die Kunst eines Phidias zu schmälern
oder ein Bild, das Lysipp schuf mit begnadeter Hand -
Könnte mein Auge dies Werk nicht klar über jene erheben,
stumpfer wäre mein Blick selbst als des Midas Gehör.
1523 wurde ein mester hansze Bruggeman mit einem Retabel für den Frühmessenaltar der Kirche in Walsrode beauftragt. „Ob es sich dabei allerdings um den Urheber des Bordesholmer Altars gehandelt hat, läßt sich nicht mehr nachprüfen, da das Walsroder Retabel verschollen ist.“ Laut einer von Coronaeus überlieferten Sage blendeten ihn die Bordesholmer Mönche, als er Lübecker Bewunderern seines Werks einen noch schöneren Altar versprach. Nach einer von vielen Legenden, die sich um Brüggemanns Tod ranken, soll er – durch die neuen Bildvorlieben im Zuge der Reformation erfolglos geworden – im Husumer St. Jürgen-Kloster verstorben sein. Eine andere Legende nennt Lüneburg als seinen letzten Wohnort.

## Zugeschriebene Werke
- Christophorusfigur im Schleswiger Dom (um 1515)[19][20]
- Liegefiguren vom Grabmal der Herzogin Anna von Brandenburg in der Augustinerchorherrenkirche Bordesholm (um 1514–18)
- Hochaltarretabel der Augustinerchorherrenkirche Bordesholm (1514–21), heute Schleswiger Dom
- Retabel aus der Kapelle des Goschhofs in Eckernförde (um 1515); heute Schleswig, Landesmuseum für Kunst und Kulturgeschichte[21][22]
- Sakramentshaus der alten Husumer Marienkirche (um 1520; Gehäuse inschriftlich datiert)
  - Lautenengel (Berlin, Skulpturensammlung der Staatlichen Museen zu Berlin, Inv. Nr. 503)[23]
  - Fragment einer Prophetenfigur (Hamburg, Museum für Kunst und Gewerbe, Inv. Nr. 1980.38)[24]
  - Maria (Kopenhagen, königlicher Besitz)[25]
- St. Jürgen-Gruppe aus der alten Husumer Marienkirche (um 1523; Kopenhagen, Nationalmuseum, Inv. Nr. NM MMCXXIII)[26]
- Triumphkreuzgruppe in der Sankt-Marien-Kirche in Ystad (um 1523)[27]
- Kniender Apostel (um 1523; Lübeck, Museumsquartier St. Annen)

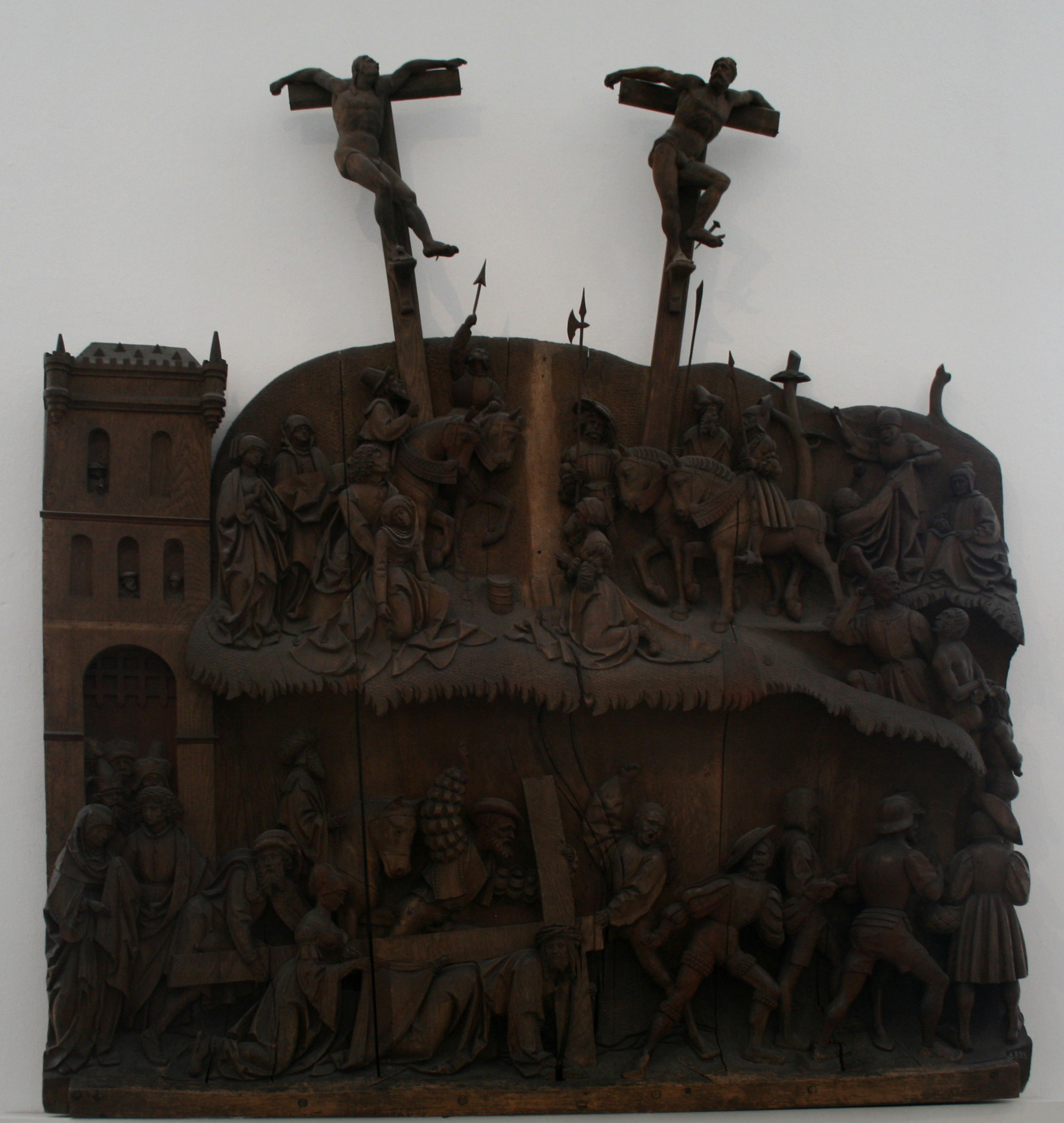
Der sogenannte kleine Brüggemann-Altar aus Brügge i. H.

## Werke aus der Nachfolge
- Kreuztragungs- und Kreuzigungsrelief aus St. Johannis in Brügge (dd um 1530), heute Schleswig, Landesmuseum für Kunst und Kulturgeschichte[28][29]